# PEN-Zentrum Deutschland
Das PEN-Zentrum Deutschland ist eine deutsche Schriftstellervereinigung. Die Abkürzung PEN (international auch P.E.N.) steht für „Poets, Essayists, Novelists“ und spielt zugleich auf das englische Wort pen („Stift“) als Schreibwerkzeug an.
Nach der Gründung des PEN 1921 in England etablierte es sich auch in vielen anderen Staaten. 1924 gründeten deutsche Autoren das PEN-Zentrum Deutschland. Das PEN-Zentrum Deutschland ist Mitglied des PEN International und hat seinen Sitz in Darmstadt. Nach dem Rücktritt des als Präsident wiedergewählten Journalisten und Schriftstellers Deniz Yücel am 13. Mai 2022 kam es zu einer Spaltung und der Gründung der Konkurrenzvereinigung PEN Berlin. Zum Präsidenten des deutschen PEN-Zentrums wurde am 13. Oktober 2022 der Schriftsteller José F. A. Oliver gewählt. Nach dessen krankheitsbedingtem Rücktritt und einem Präsidiumsbeschluss leitete Generalsekretär Michael Landgraf von November 2024 bis Juni 2025 das PEN Zentrum Deutschland. Am 27. Juni 2025 wurde auf der Mitgliederversammlung in Darmstadt Matthias Politycki zum Präsidenten gewählt.

## Tätigkeit
Wie beim internationalen PEN ist die Arbeit des Deutschen PEN entsprechend seiner Charta darauf gerichtet, sich für Schutz und Freiheit von Kultur einzusetzen. Ungehinderter Gedankenaustausch und freie Meinungsäußerung werden national und international vertreten.
Das Deutsche PEN-Zentrum unterhält zu diesem Ziel zwei zentrale Programme: Writers in Prison (seit Mai 2023 verantwortet von Vizepräsident Najem Wali) und Writers in Exile (seit 2021 verantwortet von Vizepräsidentin Astrid Vehstedt), beide in enger Abstimmung mit dem internationalen PEN und gegebenenfalls den PENs der Herkunftsstaaten der jeweiligen Verfolgten. Im Writers-in-Prison-Programm werden kulturelle und andere Kontakte genutzt, um politisch verfolgte Schriftsteller zu befreien. Als Mittel werden Briefkampagnen und direkte Ansprache von Machthabern genutzt. Das Writers-in-Exile-Programm nimmt verfolgte Schriftsteller in Deutschland auf und gibt ihnen die Chance, für mehrere Jahre in Sicherheit zu leben und weiterhin als Schriftsteller zu arbeiten. Dazu unterhält das Deutsche PEN-Zentrum mit Förderung des BKM mehrere Wohnungen, die den Verfolgten zur Verfügung gestellt werden können, außerdem bieten die Städte Nürnberg und München Wohnungen für das Programm an, die über das PEN-Zentrum an Verfolgte vergeben werden. Weitere Wohnungen befinden sich in Berlin und im Ruhrgebiet.
Seit 1985 verleiht das PEN-Zentrum Deutschland die Hermann-Kesten-Preis für besondere Verdienste um verfolgte Autoren im Sinne der Charta des Internationalen PEN, wobei sich der PEN selbst als „Stimme verfolgter und unterdrückter Schriftsteller“ bezeichnet.

## Geschichte

### Weimarer Republik
1924 gründeten deutsche Schriftsteller innerhalb des Internationalen PEN eine deutsche Sektion unter Leitung von Ludwig Fulda. Ursprünglich war sie eine gesellschaftlich und sozial „salonfähige“ Vereinigung der etablierten und konservativen Autoren. Obwohl diese Gruppe im Ersten Weltkrieg den deutschen Chauvinismus und Patriotismus aktiv unterstützt hatte, war der internationale PEN-Club unter seinem Gründerpräsident John Galsworthy bereit, darüber hinwegzusehen, um seine unpolitische, soziale Aktivität nach Deutschland auszuweiten. 1926 richtete der Deutsche PEN den internationalen Kongress in Berlin aus, was die erste internationale Konferenz in Deutschland überhaupt nach dem Ersten Weltkrieg darstellte. Daher nutzte das Auswärtige Amt, das unter dem Friedensvertrag von Versailles keinen direkten Einfluss mehr nehmen konnte, den deutschen PEN als verlängerten Arm der deutschen Außenpolitik.
Ludwig Fulda wurde im Herbst 1927 durch Theodor Däubler abgelöst. Dieser wurde aber in der Folge schwer krank und bekam daher 1931 Walter Bloem als gleichberechtigten Präsidenten zur Seite gestellt. 1932 wurde Bloem durch Alfred Kerr in derselben Rolle ersetzt. Däubler starb 1934.
Ab 1930 fiel das Deutsche PEN-Zentrum auf, weil es entgegen der Satzung des internationalen PEN-Clubs und der persönlichen Praxis von Gründerpräsident Galsworthy, entschieden für Rechte von Schriftstellern eintrat und damit den Grundsatz no politics des ursprünglich als reinem sozialen Club gegründeten Vereins verletzte. Anlass war das Verbot der Remarque-Verfilmung Im Westen nichts Neues. Diese von Deutschland ausgehende Linie wurde international zunächst abgelehnt. Auf dem internationalen Kongress 1932 wurde aber erstmals eine politische Resolution mehrheitlich angenommen und nach den Ereignissen 1933 in Deutschland musste der PEN seine unpolitische Rolle aufgeben.

### Zeit des Nationalsozialismus
1933 floh Alfred Kerr unmittelbar nach der Machtergreifung ins Ausland. Nach der Flucht Kerrs wurde im Februar kurzfristig ein Vorstand aus Hanns Martin Elster, dem todkranken Theodor Däubler und Herwarth Walden gebildet. Im April wurden Mitglieder des Kampfbunds für deutsche Kultur von Alfred Rosenberg in das Zentrum aufgenommen, obwohl viele davon gar keine Schriftsteller oder Publizisten im Sinne des PEN waren. Am 23. April 1933 folgte die Gleichschaltung unter einer gleichberechtigten Dreierspitze aus Hanns Johst, Hans Hinkel, Rainer Schlösser. Die Versammlung, in der die Neuwahl stattfand, wurde durch SA-Männer gestürmt, bei der zweiten Abstimmungsrunde hatten fast alle etablierten Mitglieder des PEN das Gebäude bereits fluchtartig verlassen. Im Sinne einer „Scheinlegitimität“ wurde die Wahl jedoch als innerer Vorgang maskiert. Im Januar 1934 wurde der PEN in die Union nationaler Schriftsteller umgewandelt. Für diesen Umbau hatten sich insbesondere Hanns Johst und Gottfried Benn engagiert.
Der NS-freundliche deutsche Verband wurden wegen Untätigkeit gegen die Bücherverbrennung 1933 in Deutschland im internationalen Verband kritisiert und kam im November 1933 einem Ausschluss durch den eigenen Austritt zuvor. In der Zeit des Nationalsozialismus gründeten aus Deutschland geflohene Schriftsteller 1934 das P.E.N.-Zentrum deutschsprachiger Autoren im Ausland als Organisation der Autoren im Exil. Schon im Dezember 1933 hatten sich Lion Feuchtwanger, Ernst Toller, Max Herrmann-Neiße und Rudolf Olden für eine autonome PEN-Gruppe der Exilanten eingesetzt. Die Anerkennung des Exil-PEN mit Heinrich Mann als Präsident wurde im Juni 1934 durch den internationalen PEN bestätigt. Offizieller Sitz war London, als Name dienten zuerst Deutsche Gruppe des Internationalen PEN, dann German (Anti-Nazi) Group, später Centre of German Writers Abroad und bis 2002 Zentrum deutschsprachiger Autoren im Ausland.
Nach dem Anschluss Österreichs und des österreichischen PEN an die deutsche Nazi-Organisation wurde international ein neuer österreichischer PEN unter dem Namen Austrian Group gegründet. Präsident war Franz Werfel.

### Nachkriegszeit

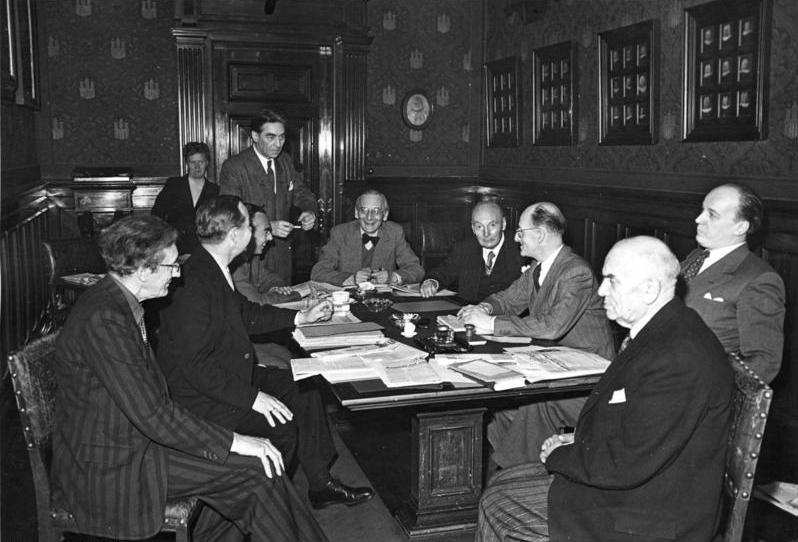
Erste Tagung des wiedergegründeten PEN-Zentrums Deutschland am 12. April 1949 im Kleinen Sitzungssaal des Hamburger Rathauses

1948 gründete sich in Göttingen das PEN-Zentrum Deutschland neu. 1949 wurde als westdeutscher Staat die Bundesrepublik Deutschland gegründet und im Osten die Deutsche Demokratische Republik. Da ostdeutsche Autoren das PEN-Zentrum prägten, spaltete sich 1951 das Deutsche PEN-Zentrum (Bundesrepublik) ab. Daraufhin benannte sich das nunmehr ostdeutsche PEN-Zentrum Deutschland 1953 in Deutsches PEN-Zentrum Ost und West um.
1960 versuchten die Schriftsteller und einige DDR-Funktionäre des Deutschen PEN-Zentrum Ost und West noch einmal eine gesamtdeutsche Zusammenarbeit zu initiieren. Sie luden zu ihrer 12. Generalversammlung nach Hamburg und riefen die Mitglieder des West-PEN zur Teilnahme auf. Als die Gäste bereits angereist waren, verbot der Polizeisenator Wilhelm Kröger die Veranstaltung und wirkte auf die Universität und Hotels ein, Raumzusagen aufzukündigen. Die geplanten Diskussionen kamen nicht zustande.
Das Deutsche PEN-Zentrum Ost und West hieß seit 1967 PEN-Zentrum Deutsche Demokratische Republik und benannte sich 1991 in Deutsches P.E.N.-Zentrum (Ost) um.
1998 fand der Zusammenschluss der beiden deutschen PEN-Zentren statt.

### 21. Jahrhundert
Im März 2022 befürwortete PEN-Präsident Deniz Yücel auf der Eröffnungsveranstaltung der Lit.Cologne sowohl massive Waffenlieferungen als auch eine Flugverbotszone für die Ukraine nach dem russischen Überfall 2022. Zu der Zeit hatte die deutsche Sektion rund 770 Mitglieder. Daraufhin fanden sich fünf ehemalige Präsidenten der Schriftstellervereinigung für eine briefliche Rücktrittsforderung gegen den amtierenden Präsidenten zusammen. Namentlich waren das Christoph Hein, Gert Heidenreich, Johano Strasser, Josef Haslinger und Regula Venske. Sie warfen  Yücel vor, seine Befugnisse überschritten und gegen die Charta des Internationalen PEN verstoßen zu haben. Im Deutschlandfunk nahm Yücel dazu Stellung und wies Rücktrittsabsichten weit von sich. Er hielt die Mehrheitsverhältnisse unter den Mitgliedern für ungeklärt.
Auf der Mitgliederversammlung am 13. Mai 2022 überstand Yücel knapp einen Abwahlantrag, trat aber anschließend als Präsident zurück und kündigte gleichzeitig seinen Austritt an. Seine Rücktrittsbegründung („Ich möchte nicht Präsident dieser Bratwurstbude sein“) wurde vielfach zitiert und zum „Kulturwort des Jahres“ erklärt. Die später bekannt gewordene interne Kommunikation zeigt einen fundamentalen Vertrauensverlust im Vorstand und unter langjährigen Mitgliedern. Andere  Mitglieder erklärten, Yücel habe die Hoffnung geweckt, aus einem „betulichen Verein doch noch ein relevantes Organ“ zu machen und bedauerten seinen Rücktritt. Einen Tag später trat der gesamte Vorstand zurück, zum Übergangsvorsitzenden wurde Josef Haslinger gewählt. Interimsgeneralsekretärin war Claudia Guderian, Interimsschatzmeister Leander Sukov.
Infolge dieser Auseinandersetzungen wurde am 10. Juni 2022 im Literaturhaus Berlin von über 200 Schriftstellern die neue Vereinigung PEN Berlin gegründet, die Eva Menasse und Deniz Yücel zu ihren Sprechern wählte.
Zum Präsidenten des deutschen PEN-Zentrums in Darmstadt wurde am 13. Oktober 2022 auf einer außerordentlichen Mitgliederversammlung der Schriftsteller José F. A. Oliver gewählt. Generalsekretär ist Michael Landgraf, die Vizepräsidentin und Writers-in-Exile-Beauftragte ist Astrid Vehstedt. Beauftragter für Writers in Prison ist Vizepräsident Najem Wali. Landgraf organisierte Regionalgruppen des deutschen PEN, die sich im Rahmen von Literaturtagen oder Aktionen als „regionale Leuchttürme“ für die Literatur im Land sowie für das freie Wort auf der Welt und Schriftsteller in Gefahr einsetzen. Im Rahmen der PEN-Jahrestagung 2023 in Tübingen gestaltete der deutsche PEN unter der Leitung von José Oliver erstmals eine ganze Woche literarische Veranstaltungen (Tübinger Modell). Im Juni 2024 begannen die Feierlichkeiten zum 100-jährigen Jubiläum des PEN-Zentrums Deutschland. Beim Senatsempfang im Hamburger Rathaus zur Eröffnung der PEN-Jahrestagung 2024 betonte Generalsekretär Landgraf als Vertreter des PEN mit Blick auf dessen Historie: „Geistestyrannei hat nie aufgehört. Immer noch werden Bücher verbrannt und die Freiheit des Wortes, ob gedruckt oder gesprochen, ist in Gefahr. Daher ist der PEN als weltweit vernetzte Organisation wichtig, ja unersetzbar.“ Nach dem krankheitsbedingten Rücktritt von José F.A. Oliver im August 2024 wurde Michael Landgraf die Leitung des PEN-Zentrums Deutschland durch das PEN-Präsidium bis zur Neuwahl im Juni 2025 übertragen. Während seiner Amtszeit gestaltete Landgraf Veranstaltungen zum Jubiläum 100 Jahre PEN Deutschland sowie einen Lese-Weltrekord im Merck-Stadion am Böllenfalltor, gemeinsam mit PEN-Autor Stefan Gemmel. Am 26. Juni 2025 wählte die Mitgliederversammlung des PEN Deutschland ein neues Präsidium mit Matthias Politycki als Präsident, Michael Landgraf als Generalsekretär, Kathrin Aehnlich als Schatzmeisterin, Najem Wali als Writers-in-Prison-Beauftragten und Astrid Vehstedt für den Bereich Writers-in-Exile.

## Präsidenten

### PEN-Zentrum Deutschland (ab 1924)
- Ludwig Fulda, 1924–1927
- Theodor Däubler, 1927–1934, gleichberechtigt daneben: Walter Bloem 1931, Alfred Kerr 1932 bis Februar 1933
- Hanns Martin Elster, Theodor Däubler und Herwarth Walden, Februar bis April 1933
- Hanns Johst, Hans Hinkel, Rainer Schlösser, ab 23. April 1933

### PEN-Zentrum Deutschland (1948 bis 1951)
- Hermann Friedmann, Ernst Penzoldt und Johannes Tralow, 1948–1949
- Hermann Friedmann, Johannes R. Becher und Erich Kästner, 1949–1951
- Johannes Tralow, Johannes R. Becher und Günther Weisenborn, 1951

### Ostdeutsches PEN-Zentrum
Die wechselnden Namen sind kursiv angegeben.
- Johannes Tralow, Johannes R. Becher und Rüdiger Syberberg, 1951–1953 – PEN-Zentrum Deutschland
- Johannes Tralow und Bertolt Brecht, 1953–1956 – Deutsches PEN-Zentrum Ost und West
- Arnold Zweig, 1957–1970 – PEN-Zentrum Deutsche Demokratische Republik (ab 1967)
- Heinz Kamnitzer, 1970–1989
- Heinz Knobloch, 1990
- Dieter Schlenstedt, 1991–1998 – Deutsches PEN-Zentrum (Ost)

### Deutsches PEN-Zentrum (Bundesrepublik)
- Erich Kästner, 1951–1962
- Bruno E. Werner, 1962–1964 (Proteste wegen der Spiegel-Affäre)
- Dolf Sternberger, 1964–1970
- Heinrich Böll, 1970–1972 (keine erneute Kandidatur, weil seit 1971 Präsident des internationalen PEN)
- Hermann Kesten, 1972–1976
- Walter Jens, 1976–1982
- Martin Gregor-Dellin, 1982–1988
- Carl Amery, 1989–1991
- Gert Heidenreich, 1991–1995
- Ingrid Bachér, 1995–1996 (Rücktritt und Austritt aus dem PEN im Streit über die Vereinigung mit dem ostdeutschen PEN)
- Karl Otto Conrady, 1996–1998

### PEN-Zentrum Deutschland (ab 1998)
- Christoph Hein, 1998–2000
- SAID, 2000–2002
- Johano Strasser, 2002–2013
- Josef Haslinger, 2013–2017
- Regula Venske, 2017–2021[45]

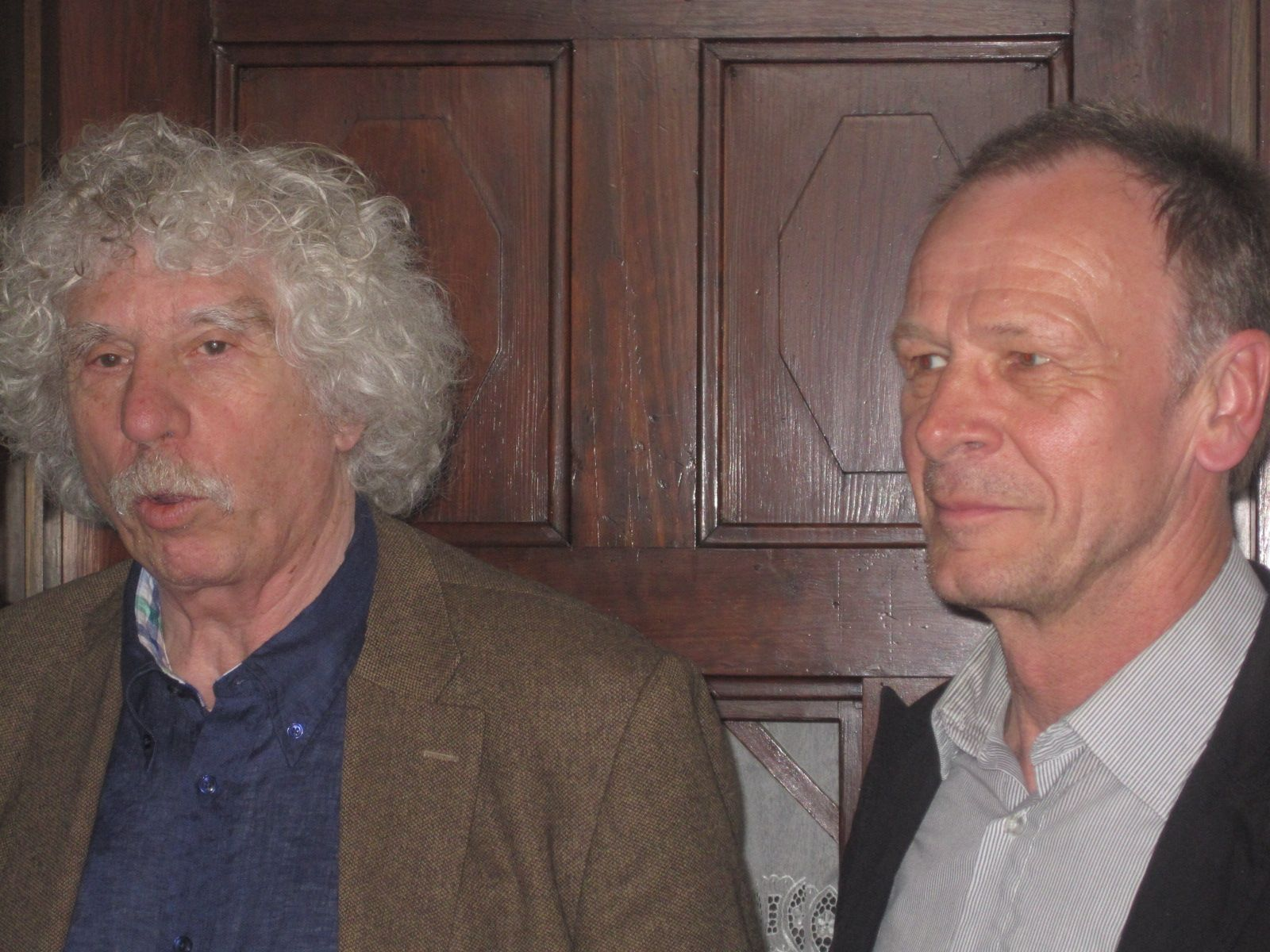
Amtsübergabe der PEN-Präsidentschaft von Johano Strasser (links) an Josef Haslinger (rechts), Marburg 2013

- Deniz Yücel, 2021–2022 (Rücktritt und Austritt)[45][46]
- Josef Haslinger, 2022 (Interim)
- José F. A. Oliver, 2022[37]–2024[47]
- Generalsekretär Michael Landgraf übernahm kommissarisch die Geschäfte des Präsidentenamts von September 2024 bis Juni 2025.[48]
- Matthias Politycki, seit Juni 2025[49]

## Ausstellung
- 2011: PEN-Die internationale Schriftstellervereinigung, ihre deutsche Geschichte, ihre Aufgaben, Heinrich-Böll-Stiftung, Berlin[50]